# La spada di luce
Super Boy Shadow - La spada di luce (冒険少年シャダー?, Bōken shōnen Shadā), noto in Italia anche come Superboy Shadaw, è un anime prodotto dalla Nippon TV video e trasmesso su Nippon Television tra il 1967 e il 1968.

## Trama
Dopo che suo padre è stato ucciso da una delle innumerevoli trasfigurazioni del demone Ghoster, Shadar, il quale riposava all'interno di un tempio nascosto tra le montagne, viene risvegliato dal suo sonno profondo da un vecchio guardiano in fin di vita.
Impossessatosi della leggendaria "Spada di Luce", Shadar, con l'aiuto dei suoi amici, combatte spettri, streghe, diavoli, mostri e altre creature sovrannaturali che Ghoster manipola o incita contro di lui. Spesso il demonio sfrutta le paure e le superstizioni degli abitanti spaventati dei villaggi, presentandosi come il loro salvatore e identificando Shadar come il nemico e il pericolo per l'umanità.

## Temi e struttura narrativa
L'anime può essere suddiviso in due parti. Nelle prime 12 storie, Shadar è affiancato dal professor Mambo e dal cane Pimboké, quest'ultimo rappresenta l'elemento umoristico della serie, insieme al gatto parlante di Ghoster.
Nella seconda parte, composta dalle rimanenti 14 storie, Shadar viaggia solo con Roko, un impavido bambino biondo. Da questo momento in poi, gli elementi umoristici quasi scompaiono e Ghoster è accompagnato da un gatto diverso, non parlante, dall'aspetto più aggressivo e simile a un gatto reale. Aumentano gli elementi horror, le scene violente e i toni cupi, mentre le trame si fanno più complesse e articolate.

## Personaggi
- Shadar: Protagonista dell'anime, è il possessore dell'imbattibile Spada di Luce.
- Professor Mambo (episodi 01-12): Amico scienziato di Shadar, possiede un disco volante chiamato "nave ionica", che viene utilizzato dal protagonista nelle sue avventure.
- Pimboké (episodi 01-12): Cane parlante con occhiali, saccente e imbranato. È un amico del protagonista e funge da spalla comica.
- Roko (noto come Jimmy nel doppiaggio italiano) (episodi 13-26): Bambino coraggioso e amico di Shadar, lo aiuterà nelle sue avventure, diventando gradualmente un vero e proprio assistente.
- Ghoster: Acerrimo nemico di Shadar. È un demonio blu mascherato che utilizza uno scettro dotato di oscuri poteri magici.
- Gatto: Gatto antropomorfo loquace e impertinente, è lo scagnozzo di Ghoster nei primi dodici episodi. A partire dal tredicesimo episodio, viene sostituito da un gatto nero più canonico e miagolante.

## Episodi
La serie fu originariamente trasmessa in Giappone dal lunedì al sabato, nella fascia oraria dalle 18:35 alle 18:45, per un totale di 156 brevi episodi. Ogni gruppo di sei episodi costituiva una storia unica. Tutte le storie avevano un titolo generale, oltre a titoli distintivi per ciascuna delle sei parti; tuttavia, quasi tutti i titoli delle singole parti sono rimasti sconosciuti, ad eccezione di quelli della prima storia.
| Nº Ja   | Nº It | Titolo italiano Giapponese 「Kanji」 - Rōmaji - Traduzione letterale | In onda                       | In onda  |
| Nº Ja   | Nº It | Titolo italiano Giapponese 「Kanji」 - Rōmaji - Traduzione letterale | Giapponese                    | Italiano |
| 1-6     | 1     | Rinasce Super Boy 「シャダー復活」 - SHADAA fukkatsu – "La resurrezione di Shadar"「マンボ研究所の危機」 - MANBO kenkyūsho no kiki – "Crisi all'Istituto Manbo"「ゴースターの逆襲」 - GOUSUTAA no gyakushū – "Ghoster colpisce ancora"「ドクロ島の罠」 - DOKURO shima no wana – "La trappola dell'Isola del teschio"「光線砲を奪え」 - Kōsen hō wo ubae – "Prendi il cannone a raggi"「ドクロ島の最後」 - DOKURO shima no saigo – "La fine dell'Isola del teschio" | 18-23 settembre 1967          | 1982     |
| 7-12    | 2     | Il generatore antiprotonico 「アルファーランド作戦」 - ARUFAARANDO sakusen – "Operazione Alphaland" | 25-30 settembre 1967          |          |
| 13-18   | 3     | La luna rossa degli Incas 「戦慄のインカ帝国」 - Senritsu no INKA teikoku – "Il terribile impero Inca" | 2-7 ottobre 1967              |          |
| 19-24   | 4     | Tre facce 「生きていたジャンゴ」 - Ikiteita JANGO – "Jango è vivo" | 9-14 ottobre 1967             |          |
| 25-30   | 5     | La torre maledetta 「呪いの塔」 - Noroi no tō – "La torre della maledizione" | 16-21 ottobre 1967            |          |
| 31-36   | 6     | Creature lacustri 「湖底の魔王」 - Kotei no maō – "Il lago del diavolo" | 23-28 ottobre 1967            |          |
| 37-42   | 7     | L'uomo senza volto 「恐怖の妖怪城」 - Kyōfu no yōkai shiro – "Dietro al castello degli spiriti" | 30 ottobre - 4 novembre 1967  |          |
| 43-48   | 8     | La soglia dell'inferno 「悪魔の街」 - Akuma no machi – "La città del diavolo" | 6-11 novembre 1967            |          |
| 49-54   | 9     | Duello nella jungla 「ジャングルの対決」 - JANGURU no taiketsu – "Duello nella giungla" | 13-18 novembre 1967           |          |
| 55-60   | 10    | L'enigma del deserto 「ミイラの復讐」 - MIIRA no fukushū – "La vendetta della mummia" | 20-25 novembre 1967           |          |
| 61-66   | 11    | Una carrozza nella notte 「妖怪の使者」 - Yōkai no shisha – "Un messaggero degli spiriti" | 27 novembre - 2 dicembre 1967 |          |
| 67-72   | 12    | L'isola maledetta 「呪いの島」 - Noroi no shima – "L'isola maledetta" | 4-9 dicembre 1967             |          |
| 73-78   | 13    | La foresta stregata 「魔女の森」 - Majo no mori – "La foresta della strega" | 11-16 dicembre 1967           |          |
| 79-84   | 14    | La famiglia dei lupi 「狼家族」 - Ookami kazoku – "La famiglia dei lupi" | 18-22 dicembre 1967           |          |
| 85-90   | 15    | La bambola dannata 「呪いの人形屋敷」 - Noroi no ningyō yashiki – "La casa delle bambole maledette" | 25-30 dicembre 1967           |          |
| 91-96   | 23    | Il fantasma di Golm 「ゴルヌの亡霊」 - GORUNU no bōrei – "Il fantasma di Goln" | 1°-6 gennaio 1968             |          |
| 97-102  | 16    | Il diavolo invisibile 「姿なき魔神」 - Sugata naki majin – "Il demone invisibile" | 8-13 gennaio 1968             |          |
| 103-108 | 17    | Il vascello fantasma 「さようなら幽霊船」 - Sayōnara yūreisen – "Addio nave fantasma" | 15-20 gennaio 1968            |          |
| 109-114 | 18    | Il cavaliere del Demonio 「ゴッドホルムの騎士」 - GODDOHORUMU no kishi – "Il cavaliere di Godholm" | 22-27 gennaio 1968            |          |
| 115-120 | 19    | La maledizione di Menard 「復讐の街」 - Fukushū no machi – "La città della vendetta" | 29 gennaio - 3 febbraio 1968  |          |
| 121-126 | 20    | La campanella magica 「アッサムに鳴る鈴」 - ASSAMU ni naru suzu – "La campanella suona ad Assam" | 5-10 febbraio 1968            |          |
| 127-132 | 21    | Il polline della follia 「妖鬼の花園」 - Yōki no hanazono – "Il giardino dei demoni" | 12-17 febbraio 1968           |          |
| 133-138 | 22    | Alisa dei Ghiacci 「北極のアリサ」 - Hokkyoku no ARISA – "Arisa nell'artico" | 19-24 febbraio 1968           |          |
| 139-144 | 24    | La donna di picche 「悪魔の子守歌」 - Akuma no komoriuta – "La ninna nanna del diavolo" | 26 febbraio - 2 marzo 1968    |          |
| 145-150 | 25    | Le rovine di Erutaria 「地獄の島」 - Jigoku no shima – "L'isola dell'inferno" | 4-9 marzo 1968                |          |
| 151-156 | 26    | Il regno di Lamuria 「恐怖のレムリア」 - Kyōfu no REMURIA – "La tremenda Lemuria" | 11-16 marzo 1968              | 1982     |

### Edizione italiana
Nell'edizione italiana, trasmessa a partire dal maggio 1982 su Italia 1 e poi raramente replicata su Italia 7 e Junior TV fino alla fine degli anni '90, gli episodi sono raggruppati per formare 26 puntate di circa 36 minuti. L'episodio 10, intitolato "L'enigma del deserto", è erroneamente privo dell'ultimo miniepisodio, risultando quindi con una durata inferiore.
In questa edizione, una colonna sonora elettronica composta da brani di SPACE ART, Bernard Fevre e Alessandro Alessandroni sostituisce quasi completamente la musica e gli effetti sonori originali. La sigla di apertura è composta da soli due cartelli, con in sottofondo la traccia Ronde interstellaire di Bernard Fevre; le puntate terminano con un solo cartello muto. È stata tuttavia incisa una sigla italiana intitolata "Superboy Shadaw", scritta da Franco Migliacci su musica e arrangiamento di Mauro Goldsand e Aldo Tamborelli, interpretata dal gruppo Il Mago, la Fata e la Zucca Bacata, e pubblicata come lato B del singolo Chobin/Superboy Shadaw, edito nel 1982 dalla RCA Italiana.

## Recupero della serie
Nonostante la serie sia stata esportata in numerosi Paesi, l'edizione giapponese è considerata in gran parte perduta: infatti, in patria la serie non va più in onda dagli anni '70, prima che si affermassero i videoregistratori per uso domestico, e non è mai stata edita in home video. Ciò è dovuto anche a problemi di diritti seguiti al fallimento della casa produttrice. Soltanto la sigla di apertura è stata inclusa all'interno di una raccolta di opening di anime storici edita in VHS e laserdisc. Di conseguenza, la serie è prevalentemente nota grazie a caricamenti amatoriali di video a bassa qualità delle sue edizioni estere.
Tuttavia, un gruppo di restauratori di anime, Kineko Video, ha recuperato un rullo di circa mezz'ora di pellicola 16 mm contenente un montaggio di alcuni episodi provenienti da diverse storie, realizzato presumibilmente a partire dai master originali. Questo materiale è stato restaurato, digitalizzato in 4K e caricato su YouTube. Inoltre, sono state trovate le tracce audio di alcuni episodi; pertanto, è possibile che questi sopravvivano soltanto in forma sonora.